# Edwin Masquerades
Edwin Masquerades è un cortometraggio muto del 1913 diretto da Dell Henderson.

## Produzione
Il film fu prodotto dalla Biograph Company.

## Distribuzione
Distribuito dalla General Film Company, il film - un cortometraggio di 136 metri - uscì nelle sale cinematografiche USA il 31 marzo 1913. Nelle proiezioni, veniva programmato con il sistema dello split reel, accorpato in un'unica bobina con un altro cortometraggio prodotto dalla Biograph, la commedia Their One Good Suit.